# ATP Challenger Málaga
Das ATP Challenger Málaga (offizieller Name: Málaga Open) war ein 2022 und 2023 stattfindendes Tennisturnier in Málaga, Spanien. Es war Teil der ATP Challenger Tour und wurde im Freien auf Hartplatz ausgetragen.

## Liste der Sieger

### Einzel
| Jahr | Sieger             | Finalgegner     | Ergebnis      |
| ---- | ------------------ | --------------- | ------------- |
| 2023 | Ugo Blanchet       | Mattia Bellucci | 6:4, 6:4      |
| 2022 | Constant Lestienne | Emilio Gómez    | 6:3, 5:7, 6:2 |

### Doppel
| Jahr | Sieger                        | Finalgegner                      | Ergebnis          |
| ---- | ----------------------------- | -------------------------------- | ----------------- |
| 2023 | Julian Cash Robert Galloway   | Andrew Harris John-Patrick Smith | 7:5, 6:2          |
| 2022 | Altuğ Çelikbilek Dmitri Popko | Daniel Cukierman Emilio Gómez    | 6:74, 6:4, [10:6] |